# Imam Shafi'i University
Die Imam Shafi'i University (ISHU) ist eine Hochschuleinrichtung in Mogadischu, der Hauptstadt von Somalia.
Sie ist nach dem islamischen Rechtsgelehrten asch-Schāfiʿī benannt, auf den eine eigene Rechtsschule (madhhab) zurückgeführt wird, die als schāfiʿitisch bezeichnet wird.

## Geschichte
Die Universität wurde 2013 von der Mo'allim Noor Foundation gegründet. Obwohl die Universität neu ist, ist die Stiftung seit 1942 Träger der Grund- und Sekundarschulbildung in Somalia.
Präsident des Board of Directors ist Khalif Abdulkadir Mo’allim Noor, der Vorsitzende der Mo’allim Noor Foundation.